# جب الخفي (منبج)
جب الخفي قرية سوريّة  تتبع إداريّاً لمحافظة حلب منطقة منبج ناحية أبو كهف، بلغ تعداد سكانها 1,159 نسمة حسب التعداد السكاني لعام 2004.